# Velatice
Velatice település Csehországban, a Brno-vidéki járásban. Velatice Mokrá-Horákov, Šlapanice, Tvarožná és Podolí településekkel határos. Lakosainak száma 766 fő (2024. január 1.).

## Népesség
A település lakosságának változását az alábbi diagram mutatja:
| Lakosok száma | 418  | 517  | 573  | 629  | 522  | 648  | 699  | 749  | 756  | 766  |
|               | 1869 | 1900 | 1921 | 1961 | 1980 | 2011 | 2016 | 2019 | 2021 | 2024 |